# Mauro Borges Teixeira
Mauro Borges Teixeira ComMM (Rio Verde, 15 de fevereiro de 1920 — Goiânia, 29 de março de 2013) foi um militar e político brasileiro filiado ao Partido Progressista (PP). Por Goiás, foi governador, senador e deputado federal por dois mandatos.
Era filho do também político Pedro Ludovico Teixeira e de dona Gercina Borges Teixeira.

## Carreira militar
Mauro Borges cursou a Escola Militar do Realengo e a Escola de Comando e Estado-Maior do Exército. O maior posto que atingiu na hierarquia do Exército Brasileiro foi o de tenente-coronel, sendo promovido a coronel quando foi para a reserva.

## Carreira política
Mauro Borges iniciou sua carreira política em 1958, quando foi eleito deputado federal por Goiás. Em 1960, foi eleito governador do estado, cargo que seu pai já exercera dezessete vezes entre 1930 e 1954, como interventor de Getúlio Vargas e depois como governador eleito.

### Governo Mauro Borges (1961-1964)

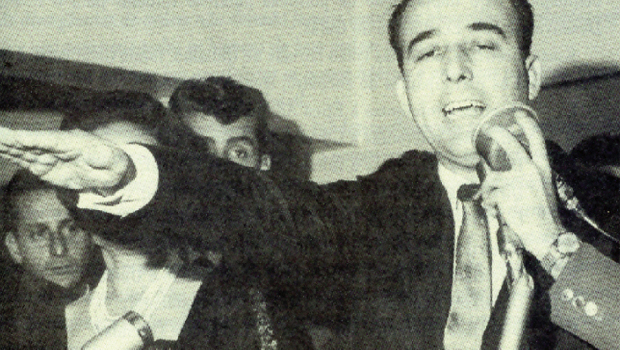
Solenidade de posse do governador de Goiás, Mauro Borges Teixeira, em 31 de janeiro de 1960.

Intervenção federal em Goiás, contra o governador Mauro Borges Teixeira.

Mauro Borges foi eleito governador de Goiás pelo Partido Social Democrático (PSD). Sendo militar com curso de Estado Maior do Exército, tinha formação necessária para criar um plano de governo, o Plano MB (Mauro Borges). Para auxiliá-lo, contratou uma equipe formada pela Fundação Getúlio Vargas do Rio de Janeiro. No seu governo, foi criada a Secretaria do Planejamento e, anos mais tarde, o Governo Federal criou o Ministério do Planejamento e Orçamento.
Em seu governo, foi montada uma administração ágil e operante, criou os concursos públicos, onde os funcionários públicos eram contratados pelos seus méritos, esse foi um de seus grandes feitos pois tudo funcionava e bem. Criou o Consórcio Rodoviário, um fundo de reservas financeiras para viabilizar as construções de estradas, com isso viabilizou a construção de 11.000 km de estradas.
Mauro Borges integrou Goiás no cenário econômico nacional, promovendo o crescimento das fronteiras econômicas por meio da retomada da Marcha para o Oeste e a implantação de uma reforma agrária que teve como o modelo os kibutz de Israel, organizados a partir da produção cooperativa.
Além do Plano MB, como era chamado seu projeto para integrar o estado no cenário econômico nacional, Mauro Borges realizou também a conclusão do Aeroporto Santa Genoveva, da Usina Rochedo, da Usina de Cachoeira Dourada e a ampliação e reestruturação da Companhia Energética de Goiás (CELG).

### Campanha da Legalidade (1961)
Participou ativamente da Campanha da Legalidade, juntamente com o governador do Rio Grande do Sul, Leonel Brizola. Pelo apoio prestado aos legalistas, recebeu o título de cidadão gaúcho, após a posse de João Goulart.
O movimento tinha por fim defender a posse do vice-presidente João Goulart, tendo em vista a renúncia do então presidente, Jânio Quadros, em 25 de agosto de 1961. Alguns militares de alta patente e parte da sociedade brasileira eram contra a posse de Jango por considerá-lo aliado dos comunistas. Na ocasião da renúncia de Jânio, o seu vice estava em visita oficial à China, país comunista, fato que reforçou a tese dos favoráveis ao golpe.
O apoio de Mauro Borges chegou a transformar o Palácio das Esmeraldas, sede do governo estadual, em um quartel-general dos legalistas, utilizando a Rádio Brasil Central como difusora do movimento, na chamada rede da legalidade. Tal posicionamento criou atritos com as Forças Armadas, que mandou aviões da Força Aérea Brasileira (FAB) sobrevoarem a capital goiana como forma de intimidação. A ameaça da invasão de Goiânia pelos militares chegou a causar pavor na população goianiense, tendo o governador cogitado armar a mesma para resistir.
Logo após, segundo relata o general Jayme Portella de Mello, chefe do gabinete militar da presidência da república no governo Costa e Silva, o governador Mauro Borges Teixeira aderiu à ditadura instituída pelo golpe de 1964, por força das circunstâncias; porém sofreu uma destituição com a intervenção federal em Goiás em 1964.

### Golpe de 1964 e queda
No entanto, Mauro Borges começou sua aproximação à linha Sorbonne dos movimentos em contrariedade ao governo Goulart em 1964, utilizando especialmente argumentos anticomunistas contra João Goulart. O mesmo teria dito:
| “ | “[...] será a solução destruir o regime democrático e levantar a bandeira da República Popular do Brasil? [...] afirmo que não [...] precisamos de um governo com autoridade, forte [...]. É preciso que não se permita ao presidente João Goulart o uso das ditas reformas para seu continuísmo [...] aspiramos e lutaremos por um governo social economicamente justo, calcado em princípios cristãos. Queremos as reformas dentro da lei, queremos governo que, ao lado da iniciativa privada, socialmente justa, e com um planejamento global, dinamize todas as potencialidades de trabalho e riqueza, para que aumente a produção e distribua com equidade os seus frutos.” | ” |

Seu apoio ao Golpe de Estado no Brasil em 1964, levou-o à assunção do Comando Supremo da Revolução do Estado, conforme afirmação do Jornal O Popular, em 11 de abril do referido ano. O constante avanço da linha-dura brasileira, no entanto, começou uma rigidez maior nas perseguições internas e o aumento do extremismo assimilou Teixeira Borges ao comunismo. O início dessa perseguição se deu em maio, quando o coronel Danilo Darcy de Sá Mello foi enviado à unidade federativa para comandar o 10.º Batalhão de Caçadores. Sá Mello abriu uma série de inquéritos policiais militares, que abarcaram mais de 100 integrantes do governo estadual de Teixeira.
Em seguida, três secretários estaduais tiverem seus direitos políticos cassados, eram o da Educação e Cultura, padre Rui Rodrigues da Silva; o do Interior e Justiça, Wilson da Paixão; e o da Administração, deputado Valteno Cunha Barbosa; membros das mais importantes pastas governamentais. Um IPM foi instaurado contra o próprio governador, no qual o coronel Danilo acusou Mauro Borges de ser um comunista. Tal acusação levou Borges à solicitar ao presidente, marechal Humberto Castelo Branco, a mudança de comandante do BC. O ato foi atendido, sendo instaurado o general Riograndino Kruel, irmão de Amaury Kruel. 
Em 26 de novembro de 1964, o então Presidente do Brasil, Humberto Castelo Branco, decreta Intervenção federal sobre o estado de Goiás, no Decreto nº 55.082, de 26 de Novembro de 1964. No texto em que enviou ao Senado Federal do Brasil, justificou suas ações:
| “ | MENSAGEM 1'4.° 710, DE 1964 (Do Poder Executivo) Submete ao Congresso Nacional o ato de intervenção federal no Estado de Goiás. Senhores Membros do Congresso Nacional: Em declaração feita no dia 23 do corrente, tive oportunidade de advertir a Nação, sobre a situação anômala que se criara no Estado de Goiás, reveladora de graves riscos para a paz pública e a integridade nacional. Sentindo que era necessário dar remédio a tal anormalidade, resolvi lançar mão, não tanto no USO de uma faculdade, mas sobretudo no cumprimento de um dever, da medida constitucional de intervenção federal naquele Estado; e o fiz por meio do decreto junto que ora venho, nos termos do art. 10 da Constituição, submeter à aprovação do Congresso Nacional. | ” |

O ato foi aprovado no dia seguinte pelo Congresso Nacional do Brasil, sendo designado para o posto de interventor, o coronel Carlos de Meira Mattos que permaneceu na função por 45 dias até a eleição indireta de seu sucessor. Meira Mattos estabeleceu um processo criminal contra Mauro Borges, atendendo solicitações da oposição udenista.Pedro Ludovico Teixeira tentou, sem sucesso, uma ação militar para a manutenção do mandato do filho.
Em 7 de janeiro de 1965, a Assembleia Legislativa de Goiás decreta vacância no Governo do Estado de Goiás, no entanto, determina o arquivamento dos processos contra Mauro Borges. Em 10 de janeiro, foi eleito com 32 votos, o candidato do Governo Castelo Branco, coronel Emílio Rodrigues Ribas Júnior; contra 2 votos de Mauro Borges ; 1 voto para o deputado Benedito Vaz, e 4 votos brancos, liderados como protesto, pelo deputado estadual João Neto, do PSD, que declarou:
| “ | “Quando chegarmos ao nosso município irão perguntar: que tal é o candidato? É gordo, é magro, é claro, é moreno? Não. Votamos porque a espada apontou lá e votamos”. | ” |

### Pós-intervenção federal

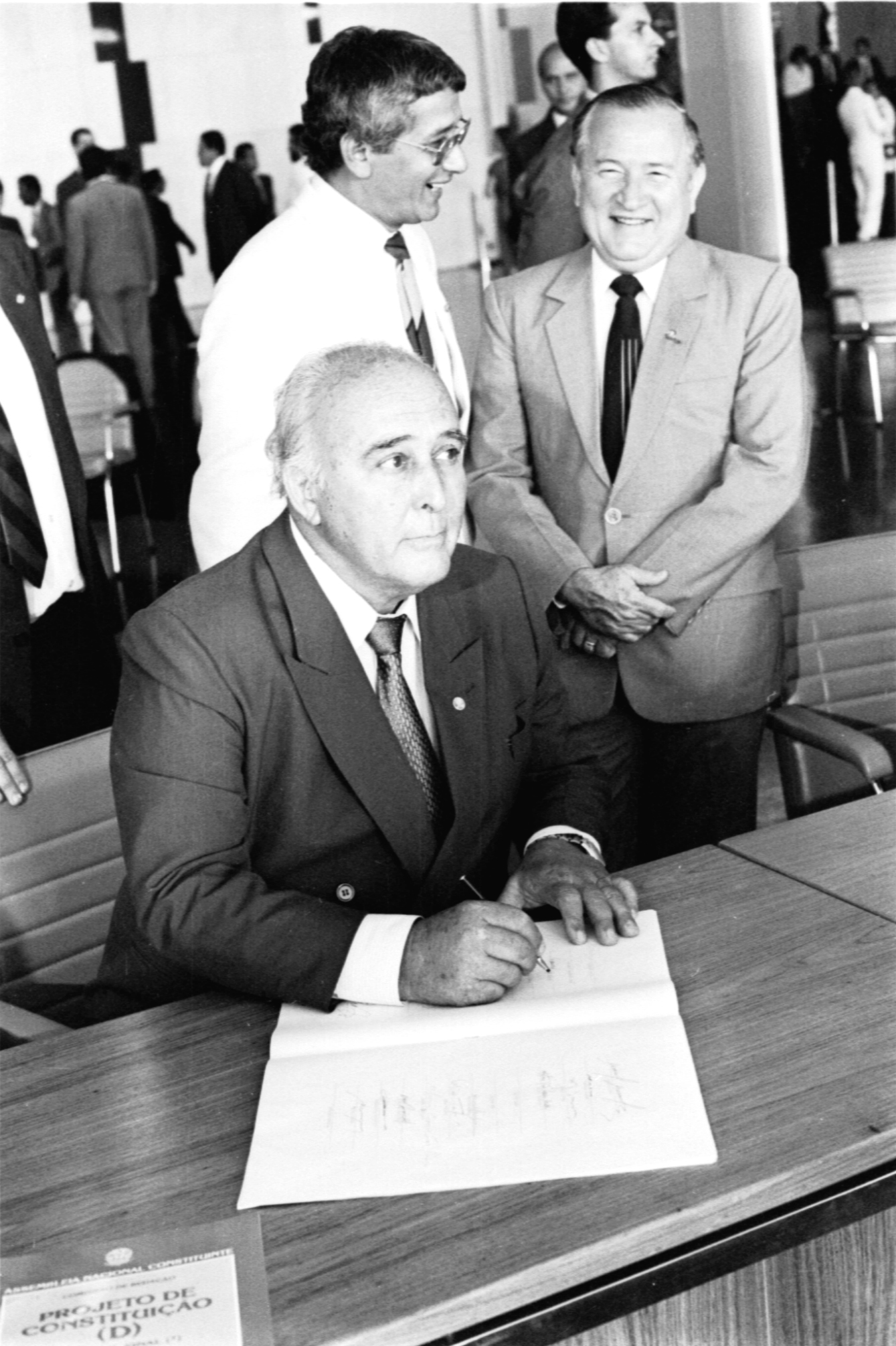
O senador federal por Goiás, Mauro Borges Teixeira, assina a Constituição brasileira de 1988, durante a Assembleia Nacional Constituinte de 1987-88.

Foi afastado por intervenção federal após o golpe de 1964, tendo seus direitos políticos cassados em 1966. Voltou ao cenário político em 1979, quando foi eleito presidente regional do Movimento Democrático Brasileiro (MDB). Em 1982, foi eleito senador pelo Partido do Movimento Democrático Brasileiro (PMDB) participando da Assembleia Nacional Constituinte de 1987, sendo favorável e assinando a Constituição brasileira de 1988.

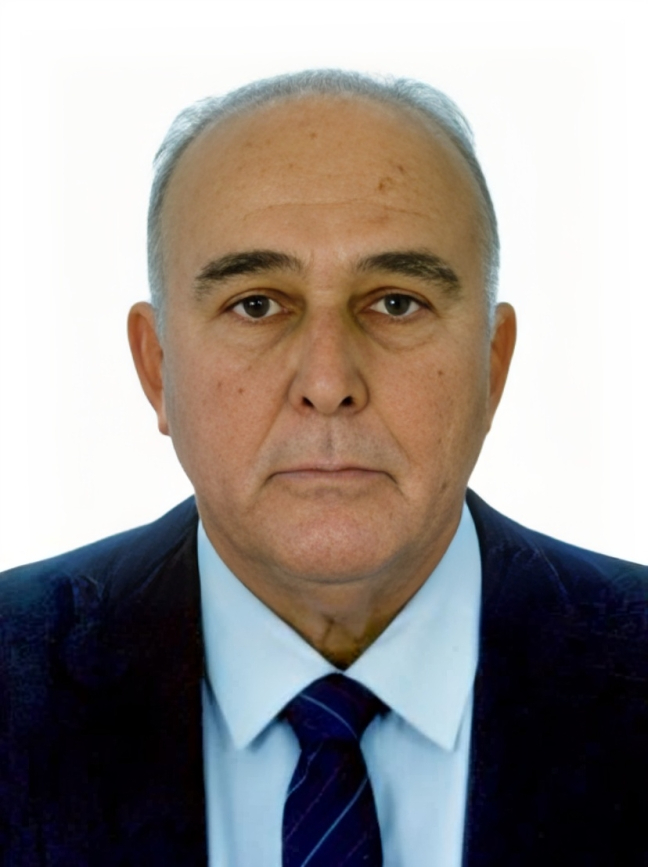
Então deputado federal por Goiás, Mauro Borges, na década de 1990.

Em 1990, nas eleições estaduais daquele ano, foi novamente eleito deputado federal pelo Partido Democrata Cristão (PDC), partido do qual foi presidente da fundação até a extinção. Em 1993, como deputado federal, Teixeira foi admitido pelo presidente Itamar Franco à Ordem do Mérito Militar no grau de Comendador especial.